# مسابقات جهانی ترامپولین ۲۰۱۳
مسابقات جهانی ترامپولین ۲۰۱۳ بیست و نهمین دوره مسابقات جهانی ترامپولین است که در صوفیه، بلغارستان در ۷ تا ۱۰ نوامبر ۲۰۱۳ میلادی برگزار شده است.

## جدول مدال‌ها
| رتبه  | کشور                | طلا | نقره | برنز | مجموع |
| ۱     | چین                 | ۴   | ۴    | ۲    | ۱۰    |
| ۲     | بریتانیای کبیر      | ۳   | ۱    | ۴    | ۸     |
| ۳     | ایالات متحده آمریکا | ۳   | ۱    | ۰    | ۴     |
| ۴     | روسیه               | ۲   | ۵    | ۳    | ۱۰    |
| ۵     | کانادا              | ۱   | ۳    | ۰    | ۴     |
| ۶     | ژاپن                | ۱   | ۰    | ۰    | ۱     |
| ۷     | استرالیا            | ۰   | ۰    | ۱    | ۱     |
| ۷     | بلاروس              | ۰   | ۰    | ۱    | ۱     |
| ۷     | دانمارک             | ۰   | ۰    | ۱    | ۱     |
| ۷     | پرتغال              | ۰   | ۰    | ۱    | ۱     |
| ۷     | اوکراین             | ۰   | ۰    | ۱    | ۱     |
| مجموع | مجموع               | ۱۴  | ۱۴   | ۱۴   | ۴۲    |